# Myrmecophilus arboreus
Myrmecophilus arboreus is een rechtvleugelig insect uit de familie mierenkrekels (Myrmecophilidae). De wetenschappelijke naam van deze soort is voor het eerst geldig gepubliceerd in 1994 door Maeyama & Terayama.